# Колл, Марджори
Марджори Колл (англ. Marjorie Call), в замужестве также Марджори Сальседо (англ. Marjorie Salzedo) и Марджори Бутникофф (англ. Marjorie Boutnikoff; 1913, Рочдейл, штат Индиана — 1991) — американская арфистка .
Ученица и в 1939—1945 годах жена выдающегося арфиста Карлоса Сальседо. Играла в составе оркестра Кёртисовского института и Индианаполисского симфонического оркестра, затем выступала вместе с мужем в составе Дуэта Сальседо, а с 1941 года в составе Концертного ансамбля Сальседо (с флейтистом Рене Леруа и виолончелистом Яношем Шольцем) — впрочем, по мнению Вирджила Томсона, выделяясь скорее внешностью, чем качеством звука.
После расставания с Сальседо работала в Нью-Йорке, в том числе в оркестре Русского балета Монте-Карло, вышла замуж за дирижёра оркестра Ивана Бутникова. В дальнейшем преподавала в различных учебных заведениях Калифорнии, продолжая спорадически выступать и записываться как ансамблист (в частности, принимала участие в записи отдельных саундтреков Майлза Дэвиса и Гарри Белафонте).
На протяжении многих лет выступала со скрипачом Луисом Кауфманом, вместе с ним подготовила современное издание Концертных сонат для скрипки и арфы Луи Шпора (1968).